# 방 (중국 성씨)

방(方, 房, 龐, 邦)은 중국의 성씨이다.

## 方
방(方, Fāng) 성은 중국 백가성(百家姓) 제56위이다. 방(方)은 중국 하남성 낙양현에서 계출된 성씨이며, 주나라 때 대부(大夫) 방숙(方叔)의 후예이다. 중국 염제 신농씨의 10세손인 유망황제(楡罔皇帝)가 첫째 아들 뢰(雷)에게 중국 하남성 낙양현을 사패지로 주고, 방산지방(方山地方)에 봉하면서 그 곳의 지명을 따서 방(方) 성을 득성하였다.
역사 인물로는 중국 명나라의 학자 방효유(方孝孺), 방이지(方以智)], 청나라의 학자 방동수(方東樹) 등이 있다.

## 龐
방(庞, Páng) 성은 중국 백가성(百家姓) 제120위이다. 방(龐)씨는 크게 주나라 희성 계열과 고대 전욱 고양의 영성 계열이 있다.
방(龐)씨는 중국 시평(始平 : 섬서성 관중도 흥평현의 진나라 때 지명)에서 계출(系出)된 성씨(姓氏)이다. 역사 인물로는 주(周)나라 현왕(顯王) 때 장군 방연(龐涓)과 한(漢)나라 광무제(光武帝) 때 장군 방명(龐萌) 등이 있다.

## 房
방(房, Fáng) 성은 중국 백가성(百家姓) 제170위이다.
방(房)은 중국 청하(淸河)에서 계출된 성씨이다. 요(堯)임금의 아들 단주(丹朱)가 방후(房侯)에 봉해지면서 후손들이 지명을 성으로 삼게 되었다.
당(唐) 태종 때 방현령(房玄齡, 578년 ~ 648년)이 재상을 지냈다. 중화권 영화 배우 성룡의 본명이 방사룡(房仕龍, 팡 스룽)이며, 방현령의 후손이라고 한다.

## 邦
방(邦)씨는 중국 대군(代郡 : 산서성(山西省) 안문도 대현(鴈門道代縣)의 진나라 때 이름)에서 계출(系出)된 성씨이다.

## 같이 보기
- 方姓
- 房姓
- 龐姓